# گلدنباخ
شهر گلدنباخدر ایالت هسن در کشور آلمان واقع شده‌است.